# The A-Z of Queen, Volume 1
The A-Z of Queen, Volume 1 – wydany w lipcu 2007 roku kompilacyjny album grupy Queen. Zawiera jedenaście przebojów grupy od 1975 do 1991 roku oraz dodatkowo płytę DVD z ośmioma teledyskami grupy z tych samych lat i wywiadem przed koncertem na stadionie Wembley w lipcu 1986 roku.

## Lista utworów

### CD
1. „A Kind of Magic”
2. „Another One Bites the Dust”
3. „Bohemian Rhapsody”
4. „Bicycle Race”
5. „I Want It All”
6. „Crazy Little Thing Called Love”
7. „Don’t Stop Me Now”
8. „Fat Bottomed Girls”
9. „Flash”
10. „Innuendo”
11. „Good Old-Fashioned Lover Boy”

### DVD
1. „A Kind of Magic”
2. „Another One Bites the Dust”
3. „Bohemian Rhapsody”
4. „I Want It All”
5. „Crazy Little Thing Called Love”
6. „Don’t Stop Me Now”
7. „Fat Bottomed Girls”
8. „Innuendo”
9. „Wembley Stadium Concert Interview” (wywiad przed koncertem na Wembley).